# Ben Bradlee

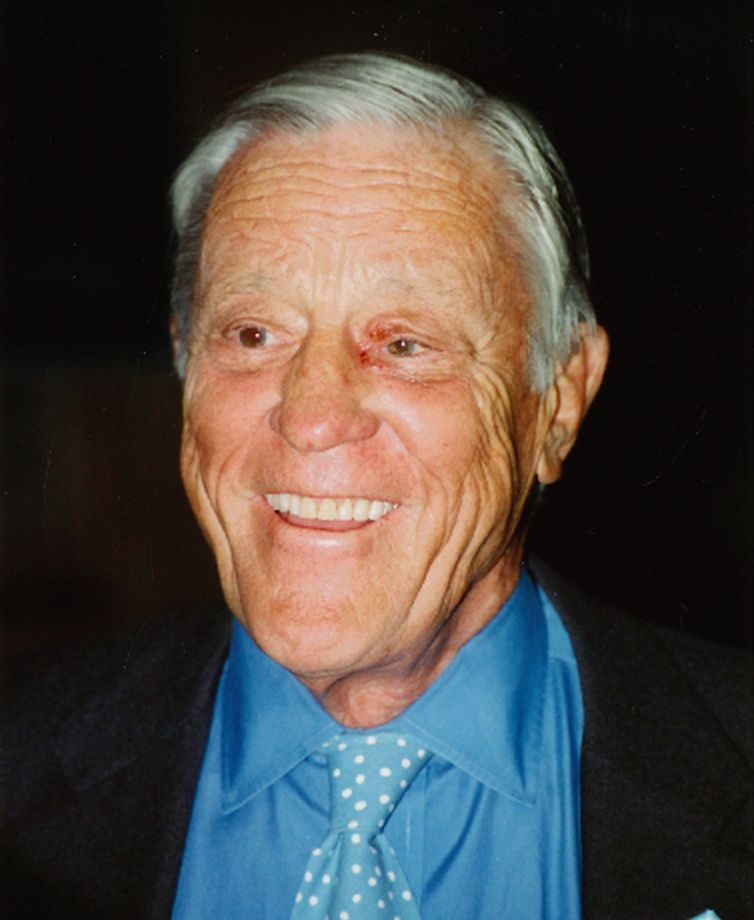
Ben Bradlee in 1999

Benjamin (Ben) Crowninshield Bradlee (Boston, Massachusetts, 26 augustus 1921 – Washington D.C., 21 oktober 2014) was een Amerikaanse journalist.
Van 1968 tot 1991 was Bradlee hoofdredacteur van de Washington Post. Hij kreeg wereldwijd bekendheid tijdens het presidentschap van Richard Nixon, toen hij de federale regering in het nauw bracht door onthullende publicaties over de Pentagon Papers. Door de overheid beschuldigd van het publiceren van staatsgeheimen werd de Washington Post door het Hooggerechtshof in het gelijk gesteld op basis van de persvrijheid. Daarna droeg Bradlee verantwoordelijkheid voor de publicaties van Bob Woodward en Carl Bernstein in de Watergate-affaire. Bij zijn overlijden had hij nog steeds de titel van vice-president van de Washington Post. Over het optreden van Bradlee en uitgever Katharine Graham in de zaak van de Pentagons Papers maakte Steven Spielberg in 2017 de film The Post. De rol van Ben Bradlee werd vertolkt door Tom Hanks.